# Catenarina
Catenarina is een geslacht van korstmossen behorend tot de familie Teloschistaceae. De typesoort is Catenarina desolata.

## Soorten
Volgens Index Fungorum telt het geslacht drie soorten (peildatum december 2023):
| Soortnaam            | Auteur(s)                             | Publicatiejaar |
| -------------------- | ------------------------------------- | -------------- |
| Catenarina desolata  | Søchting, Søgaard & Elvebakk          | 2014           |
| Catenarina iomma     | (Olech & Søchting) Søchting & Søgaard | 2014           |
| Catenarina vivasiana | Søgaard & Søchting                    | 2014           |